# 全農式幼苗接ぎ木苗生産システム
全農式幼苗接ぎ木苗生産システム（ぜんのうしきようびょうつぎきなえせいさんシステム）とは、1990年に板木利隆によって開発された、セル成型苗を台木・穂木ともに斜め切りして支持具で固定する接ぎ木法である。台木をセルトレイ上に植えたままの状態で楽に簡単に接ぐことができるため、広く使われるようになり、セル成型苗を利用した接ぎ木法としては現在、世界でもっとも普及している。

## 開発経緯
1980年代後半、プラスチックなどの連結ポットで育苗する、セル成型苗が登場した。これは生育が均一で、管理が簡単、大量生産に向き、移植も簡単なために普及した。この普及により、野菜栽培において育苗の分業化や大量育苗がされるようになった。施設園芸が増えると、施設内の連作が避けられなくなり、接ぎ木栽培が求められた。労働力不足や農家の高齢化もあり、省力化した方法が必要であった。
また、接ぎ木栽培の必要性を高めたもう一つの理由として、1987年のモントリオール議定書の採択がある。これにより、土壌消毒剤として使用していた臭化メチルがオゾン層破壊物質として使用禁止となり、代わりとなる接ぎ木栽培が求められた。
従来の接ぎ木法では作業に時間がかかり、作業者の腕によっては接ぎ木しても根付いて成長する割合（活着率）に安定性が無かった。当時、全農農業技術センターにいた板木利隆は、もともと野菜の研究者でもあり、1987年に全農技術主管に就任したことをきっかけに未経験者でも簡単にできる接ぎ木法の開発にとりかかり、1990年に開発された。

## 概要

### 内容
台木・穂木ともにセルトレイで育てた幼苗を用い、子葉上の第1節間を斜め30度に切断する。その後、接合部をチューブ状の支持具で圧着固定する。これを活着促進装置（ナエピット）に入れ、最適温度28℃（昼夜間）、湿度93％、照明時間12時間で、3から4日ほど遮光状態で養生する。

### 効果
切断面は斜め30度で、接合面を大きく、圧着しやすくすることにより活着率を高めた。活着促進装置により、最適条件に保たれることにより、接ぎ木歩留まりは100%近くまで向上した。また、支持具には縦に割れ目が入っており、苗が生長すると自然に脱落するようになっている。従来は接ぎ木を1日あたり400から500本しかできなかったが、1000から1200本まで可能になった。 
広く普及し、国内だけでなく世界各国で代表的なナス科野菜の接ぎ木方法として採用され、Japanese methodとも呼ばれている。